# Mesembrina
Mesembrina – rodzaj muchówek z rodziny muchowatych (Muscidae).

## Wybrane gatunki
- M. intermedia Zetterstedt, 1849
- M. latreillii Robineau-Desvoidy, 1830
- M. meridiana (Linnaeus, 1758)
- M. mystacea (Linnaeus, 1758)
- M. resplendens Wahlberg, 1844
- M. solitaria (Knab, 1914)